# Viña del Mar Challenger 1993
Il Viña del Mar Challenger 1993 è stato un torneo di tennis facente parte della categoria ATP Challenger Series nell'ambito dell'ATP Challenger Series 1993. Il torneo si è giocato a Viña del Mar in Cile dal 22 al 28 febbraio 1993 su campi in terra rossa.

## Vincitori

### Singolare
Marcelo Ingaramo ha battuto in finale  Mauricio Hadad con il punteggio di 6–1, 6–4

### Doppio
Marcelo Rebolledo /  Martín Rodríguez hanno battuto in finale  Andrej Merinov /  Laurence Tieleman con il punteggio di 6–3, 7–6